# Heterocallia hongshanica
Heterocallia hongshanica là một loài bướm đêm trong họ Geometridae.